# Lijst van beelden in Echt-Susteren
Dit is een (onvolledige) chronologische lijst van beelden in Echt-Susteren. Onder een beeld wordt hier verstaan elk driedimensionaal kunstwerk in de openbare ruimte van de Nederlandse gemeente Echt-Susteren, waarbij beeld wordt gebruikt als verzamelbegrip voor sculpturen, standbeelden, installaties, gedenktekens en overige beeldhouwwerken.
Voor een volledig overzicht van de beschikbare afbeeldingen zie de categorie Beelden in Echt-Susteren op Wikimedia Commons.
| Geplaatst | Omschrijving                                         | Kunstenaar                | Straat                                      | Plaats       | Materiaal | Afbeelding |
| --------- | ---------------------------------------------------- | ------------------------- | ------------------------------------------- | ------------ | --------- | ---------- |
| 1888      | (reliëf)                                             |                           | Plats                                       | Echt         |           |            |
| 1900      | De Valk (reliëf)                                     |                           | Aalsterbergerweg                            | Echt         |           |            |
| ca 1900   | (beeld)                                              |                           | Kerkstraat, klooster                        | Koningsbosch |           |            |
| 1902      | Christophorus                                        |                           | Pepinusbrug                                 | Pey          |           |            |
| 1902 ?    | St.Jozef met kind                                    |                           | Pepinusbrug, abdij                          | Pey          |           |            |
| 1925      | Onze lieve Vrouw (reliëf)                            |                           | Annendaalderweg, kerk                       | Maria Hoop   |           |            |
|           | Maria met kind (reliëf)                              | Jos. Thissen              | Bovenste Straat, klooster                   | Echt         |           |            |
|           | (gevelbeeld)                                         |                           | Vleutstraat, pastorie                       | Dieteren     |           |            |
| 1951      | Heilig Hartbeeld (Dieteren)                          | Jean Adams                | Kerkstraat                                  | Dieteren     |           |            |
|           | Mariabeeld                                           |                           | Pepinusbrug, abdij                          | Pey          |           |            |
| 1973      | Jongen op ram (Gedachtnisbeeld Burgemeester Willeme) | Frans Cox                 | Susterderweg (1973-2015) Krekelzank (2015-) | Nieuwstadt   | brons     |            |
| 1977      | (sculptuur)                                          | Gène Eggen                | Vleutstraat                                 | Dieteren     |           |            |
|           | (beeld)                                              |                           | Reinoud van Gelderstraat, school            | Susteren     |           |            |
| 1987      | Edith Stein (reliëf)                                 | Joop Utens                | Bovenste Straat                             | Echt         |           |            |
|           | Vrouw draagt Hemellichaam                            | Jos Hermans               | Raadhuisplein                               | Susteren     |           |            |
| 1996      | Vrijheidsbeeld                                       | Marco Juriën              | Salvatorplein, kerk                         | Susteren     | brons     |            |
| 1998      | Oorlogsmonument                                      | JA Schreurs / AJ Göttgens | Plats                                       | Echt         |           |            |
| 1998      | Sjaopsherder                                         | Lei (van Maan) Wolfs      | Sint Joosterweg / Op den Dijk               | Hingen       |           |            |
| 1999      | Relatie                                              | Sjra Schoffelen           | Maasheuvel, kerk                            | Roosteren    |           |            |
| ca 2000   | Heilig Hartbeeld                                     |                           | Vrijthof, kerk                              | Echt         |           |            |
| 2000      | Steigerend ros                                       | Jan Desmarets             | Molenlaan / Willibrordusstraat              | Susteren     |           |            |
| 2005      | Pastoor Cramer (buste)                               | Joop Utens                | Houtstraat                                  | Pey          | brons     |            |
| 2009      | Indiëmonument                                        | Miep van Heel-Storms      | Annendaalderweg                             | Maria Hoop   |           |            |
| 2021      | Maria met kind                                       |                           | Meijnpasweg, Roode Beek                     | Susteren     |           |            |